# Турбуря – Пітешті (етанопровід)
Турбуря – Пітешті (етанопровід) – трубопровід у Румунії, призначений для постачання нафтохімічної сировини.
Видобутий у південно-західному регіоні Румунії природний газ містить значні об’єми гомологів метану, зокрема, етану. Останній вилучали на установці деетанизації в Турбуря та подавали на схід до виробничого майданчику у Пітешті. Розташована тут піролізна установка споживала різноманітну сировину, п’яту частину якої становив етан. 
Транспортування етану між Турбуря та Пітешті, відстань між якими перевищує 110 кілометрів, відбувалось за допомогою спеціалізованого трубопроводу. Він був виконаний в діаметрі 140 мм та призначався для транспортування 72 тисяч тонн етану на рік.
У 2008 році виробництво в Пітешті законсервували через збитковість, що призвело і до зупинки етанопроводу. Станом на середину 2010-х його невелику частину довжиною 11 км задіяли для перекачування конденсату з газового родовища Totea до нафтопереробного заводу Petrobrazi (Плоєшті).